# Lisa Sophie Kusz
Lisa Sophie Kusz (* 2. April 1984 in Nürnberg) ist eine deutsche Schauspielerin in Film, Fernsehen und Theater, Off-, Synchron- und Hörspielsprecherin.

## Leben und Karriere
Lisa Kusz wurde 1984 in Nürnberg geboren und ist die Tochter des fränkischen Schriftstellers Fitzgerald Kusz.
Nach dem Abitur absolvierte Kusz eine Schauspielausbildung am Theater der Keller in Köln, die sie 2008 mit der Bühnenreifeprüfung abschloss.
Seit 2009 gehört sie zum Ensemble des Deutsch Griechischen Theaters Köln. Sie trat in zahlreichen Produktionen auf, darunter Revolt. She said. Revolt again., Kaspar Häuser Meer, Antigone, Iphigenie, Die Busfahrerin und Glückliche Tage. Gastspiele führten sie u. a. nach Athen, Brüssel und Thessaloniki.
Im Fernsehen ist Kusz regelmäßig in der Rolle der Esmeralda Schmuck im Franken-Tatort als Forensikerin zu sehen. Weitere Auftritte hatte sie in Serien wie SOKO Köln, Bettys Diagnose, Lindenstraße und Zeiglers wunderbare Welt des Fußballs. Sie spielte auch in Kurzfilmen und Webserien mit, darunter Jessika – Underneath the System.
Sie arbeitet als Sprecherin in Hörspielen und Audioproduktionen, u. a. für den WDR. Kusz übernahm Synchronrollen in Dokumentationen und Videospielen, darunter die Hauptrolle im Game Jessika.

## Theater (Auswahl)
Theater der Keller
- 2005–2006: Elling, als Gunn/Kellnerin/Reidun (Regie: Kathrin Sievers)
- 2007: Clavigo, als Sophie Guilbert (Regie: Inka Neubert)
- 2007: Drei Schwestern, als Irina (Regie: Dimitri Bilov)
- 2008–2009: Beim Film müsste man sein, als Libby Tucker (Regie: Hanfried Schüttler)

Orangie Köln
- 2007: Truth is Beauty and Beauty is Truthanm (Tanzprojekt) (Regie: Karin Trodler)
- 2016: FAQ, als Zwei (Regie: Elisabeth Pless)
- 2024: Der Nabel der Welt, als Pythia (Regie: Kostas Papakostopoulos)

Theater Oberhausen
- 2006–2007: Peter Pan, alsTiger Lilly,diverse (Regie: Werner Gerber)

Arkadas Theater
- 2008: And Björk,of course, als Marta (Regie: Jens Kipper)

Theater am Schlachthof Neuss
- 2009: Der Club der toten Dichter, als Alexandra Anderson (Regie: Jens Kipper)
- 2009–2010: Das Sams, als diverse Rollen (Regie: Jens Kipper)
- 2010: Faust, als Gretchen (Regie: Michael Hewel)

Studiobühne Köln
- 2009–2010: Afamemnon, als Kassandra (Regie: Kostas Papakostopoulos)
- 2011–2012: Die Eumeniden , als Athene (Regie: Kostas Papakostopoulos)
- 2012: Alice im Land ohne Wunder, als Alice (Regie: Alice Fourer)
- 2012–2013: Geldgott/Chor der Empörten, als Göttin der Armut (Regie: Kostas Papakostopoulos)

Freilandtheater Bad Windsheim
- 2011: WOW!, als Anna (Regie: Stefanie Pfeifer)

AVLAIA Theater Thessaloniki
- 2012: Die Eumeniden , als Athene (Regie: Kostas Papakostopoulos)
- 2013: Geldgott/Chor der Empörten, als Göttin der Armut (Regie: Kostas Papakostopoulos)

Theater im Bauturm
- 2010–2012: Kaspar Häuser Meer, als Anika (Regie: Rüdiger Pape)
- 2013–2014: Die Weibervolksversammlung, als Praxagora (Regie: Kostas Papakostopoulos)
- 2014: Gehen, als Erzähler (Regie: Rüdiger Pape)
- 2015–2016: Antigone, als Antigone (Regie: Kostas Papakostopoulos)
- 2017: Iphigenie, als Agamemnon (Regie: Kostas Papakostopoulos)
- 2017–2018: Eurexit, als Kassandra/Chor (Regie: Kostas Papakostopoulos)

Theater Trier
- 2011–2012: Das Sams, als Sams (Regie: Klaus-Dieter Köhler)

Theater Brüssel
- 2014: Die Eumeniden , als Athene (Regie: Kostas Papakostopoulos)

Tafelhalle Nürnberg
- 2016: Der große Mensch, als Die Schauspielerin (Regie: Katja Kendler)
- 2017: After Sun, als Sie (Regie: Katja Kendler)

Gostner Hoftheater Nürnberg
- 2015–2016: Sofa, als Sie (Regie: Meera Theunert)
- 2017–2018: Wir alle für immer zusammen, als diverse Rollen (Regie: Marco Steeger)
- 2019: Caligula und das Mädchen auf der Treppe, als Sibylle/Manni (Regie: Helwig Arenz)

Theater Pfütze Nürnberg
- 2013–2016: Die Busfahrerin, als Juliette (Regie: Christof Lappler)
- 2014–2016: Das Buch von allen Dingen, als  diveres Rollen (Regie: Marcelo Diaz)
- 2016–2017: Iphigenie, als Agamemnon (Regie: Kostas Papakostopoulos)

Theaterhaus Cacoyannis Athen
- 2016: Antigone, als Antigone (Regie: Kostas Papakostopoulos)
- 2017: Iphigenie, als Agamemnon (Regie: Kostas Papakostopoulos)
- 2023: Glückliche Tage, als Winnie (Regie: Kostas Papakostopoulos)

Bayrische Theatertage
- 2018: Cardiac Countdown, als Sie (Regie: Katja Kendler)

Teatro Technis Athen
- 2018: Eurexit, als Kassandra/Chor (Regie: Kostas Papakostopoulos)

Bruchwerk Theater Siegen
- 2019–2020: Beben, als Rolle A (Regie: Milan Pešl)
- 2020–2021: Fische, als Fisch (Regie: Milan Pešl)
- 2022: Einfache Leute, als Alex (Regie: Milan Pešl)
- 2024: Media Magica, als Diverse (Regie: Milan Pešl)

Schlosstheater Neuwied
- 2021: Rainman, als Susan (Regie: Rüdiger Pape)

Freies Werkstatt Theater Köln
- 2016–2023: Die Drei von der Brandstelle (Kabarett)
- 2020–2022: Revolt. She said. Revolt Again. , als Diverse (Regie: Killer&Killer)
- 2022: Anthropos, Tyrann (Ödipus), als Diverse (Regie: Frederik Werth)
- 2023: Cola Lemon 30 Cent, als Diverse (Regie: Frederik Werth)
- 2023: Fleischmaschine, als Diverse (Regie: Frederik Werth)

Theater Bonn
- 2024: Der Nabel der Welt, als Pythia (Regie: Kostas Papakostopoulos)

## Filmografie (Auswahl)
- 2008: La Sexualite Moderene
- 2008: Wunschzettel (Kurzfilm)
- 2009, 2023: Zeiglers wunderbare Welt des Fußballs (Fernsehserie, 2 Folgen)
- 2011: Catena
- 2011: Isi (Kurzfilm)
- 2013: Lindenstraße (Fernsehserie, 3 Folgen)
- 2017: Gute Arbeit Originals (Fernsehserie, 1 Folge)
- 2017: Tatort: Am Ende geht man nackt
- 2018: Neo Magazin Royale (Fernsehserie, 1 Folge)
- 2020: Bettys Diagnose (Fernsehserie, 2 Folgen)
- 2021: SOKO Köln (Fernsehserie, 1 Folge)
- 2024: Tatort: Trotzdem

## Hörspiele/Voice Over
- 2016: TurboGermany, als Sprecher (WDR)
- 2017: Wasserkrieger, als Sprecher (WDR)
- 2018: Diverse/Klingendes Bilderbuch, als Sprecher (WDR)
- 2018: als Jessica in Jessika – Underneath the System (Videospiel)
- 2019: Die unaufhaltsamen Fünf, als Sprecher (WDR)
- 2019: Live Shortstory, als Sprecher (WDR)

## Synchronisation (Auswahl)
- 2008: Chandani und ihr Elefant, als Chandani
- 2017: Maureen Merchiers als Nina Gomez in Unit 42

## Auszeichnungen
- 2010: KasparHäuserMeer – Nominiert: als bestes Stück für den Kölner Theaterpreis 2010[2]
- 2020: REVOLT.SHE SAID.REVOLT AGAIN. –Nominiert: als bestes Stück für den Kölner Theaterpreis 2020[2]